# Studia Ignatiana
A Studia Ignatiana a Szent Ignác Jezsuita Szakkollégium diákjainak tudományos publikációit összefogó sorozat. Az első kötet 2001-ben látott napvilágot, azóta a kiadvány (egy pár éves kihagyást leszámítva) viszonylagos rendszerességgel jelenik meg. A lektorált tanulmányokat tartalmazó kötetek változó módon, tematikusan, illetve vegyes tartalommal is megjelennek. 2012 óta a Szakkollégium az új köteteket egy szakmai konferencia keretében mutatja be.

## A Studia Ignatiana eddig megjelent kötetei
(1) Korok, világképek, egyházak (szerk.: Terdik Szilveszter – Keller Márkus), Jézus Társasága Alapítvány, Budapest, 2001. Jelenits István előszavával ISBN 963-00-6202-X
(2) Ius et Iustitia (szerk.: Hencz János), Jézus Társasága Alapítvány Szent Ignác Szakkollégiuma, Budapest, 2002. Sólyom László előszavával ISBN 963-202-152-5
(3) Szemközt a történelemmel (szerk.: Keller Márkus), Századvég Kiadó, Budapest, 2003. Gyáni Gábor előszavával ISBN 963-9211-79-6
(4) Sapere necesse est (szerk.: Kocsev Bence – Smuk Péter), Szent Ignác Jezsuita Szakkollégium, Budapest, 2012. Klinghammer István előszavával ISBN 978-963-89327-1-6
(5) Társadalmi felelősségvállalás (szerk.: Tamás Réka), Szent Ignác Jezsuita Szakkollégium, Budapest, 2013.

## Idézet
„Jó tanulmányokat olvashatunk a kötetben, amelyek közvetlen értékeiken túl, finom áttételekkel bizonyítják azt is, hogy a katolikus elkötelezettség és a hívő kultúra ma is lehet olyan szellemi muníció, amely minden valódi érték felismeréséhez, minden valódi szakmai kérdés megfogalmazásához és megválaszolásához hozzásegítheti ezt a most pályakezdő nemzedéket.” (Horváth Pál az első kötetről)
„A Studia Ignatiana ezzel a kötettel sorozatként is belépett a magyar szellemi életbe. Nagy szavaknak tűnhetnek ezek, pedig így van. ... Sorosok és művek hálójában kialakulhat az Alma Mater szilárd helye, és idővel hírneve.” (Sólyom László a második kötetről)
„... arra törekednek, hogy konkrét témákat elemezve bizonyítsák az újmódi intellektuális érzékenység és műveltség feltételezhető (és általuk be is bizonyított) tudományos hasznát.” (Gyáni Gábor a harmadik kötetről)
„A kötet bizonyítja, a Szent Ignác Szakkollégium hivatása a tudományon keresztül történő nevelés, a tudomány megújító művelésére való felkészítés, azaz olyan szakemberek motiválása, akikre jellemző ... a gondolkodni merő belső függetlenség.” (Klinghammer István a negyedik kötetről)

## Egyéb szakkollégiumi sorozatok
A Szakkollégium a Studia sorozaton felül elkezdte kiadni az úgynevezett MAGIS tankönyvsorozatát is. Ebből a sorozatból eddig egy példány (Török Csaba, Bölcsességkeresők, L'Harmattan, Budapest, 2009. ISBN 978-963-236-150-5) jelent meg.

## Lásd még
- Jezsuiták
- Szent Ignác Jezsuita Szakkollégium
- Szakkollégium